# Pixel 3
O Pixel 3 e o Pixel 3 XL são um par de smartphones Android projetados, desenvolvidos e comercializados pelo Google como parte da linha de produtos Google Pixel. Eles servem coletivamente como sucessores do Pixel 2 e do Pixel 2 XL. Eles foram anunciados oficialmente em 9 de outubro de 2018 no evento Made by Google e lançados nos Estados Unidos em 18 de outubro. Em 15 de outubro de 2019, eles foram sucedidos pelo Pixel 4 e Pixel 4 XL.
Após a queda nas vendas da linha Pixel 3, em 7 de maio de 2019, o Google anunciou variantes de médio porte no Google I/O 2019, o Pixel 3a e o Pixel 3a XL.